# Criss Oliva
(Il padre di Criss Oliva)
Christopher Michael Oliva, detto Criss (Pompton Plains, 3 aprile 1963 – Zephyrhills, 17 ottobre 1993), è stato un chitarrista statunitense.
È stato cofondatore, coautore e chitarrista del gruppo heavy metal Savatage.
Morì prematuramente il 17 ottobre 1993 in un incidente stradale.
Il suo stile unico, influenzato da artisti come Ritchie Blackmore, Jimmy Page, Brian May, Eddie Van Halen, Randy Rhoads, Alex Lifeson e Michael Schenker, consisteva in una mix di potenti riff e squisiti assoli, che costituirono il tratto caratteristico delle sonorità dei Savatage.
È sepolto al Curlew Memorial Gardens a Palm Harbor, non lontano da Clearwater (Florida).

## Biografia

### Gli esordi (1963-1978)
Christopher Michael Oliva nacque il 3 aprile 1963 da una famiglia di origini italiane nella cittadina di Pompton Plains, nello Stato del New Jersey. Era l'ultimo di quattro fratelli, uno dei quali era il futuro cantante Jon.
La sua infanzia trascorse in piena armonia con il resto della famiglia. A Pompton Plains Criss trascorse i suoi primi 10 anni, e affrontò i primi studi scolastici. Nel 1973 gli Oliva si trasferirono a Escondido, in California, e qui Criss iniziò a coltivare i suoi primi hobby, tra cui il motocross, che praticò con passione assieme a Jon esercitandosi in un circuito sulle colline intorno alla città, e il modellismo di automobili e aeroplani.
Nel 1976 la famiglia Oliva si spostò a Dunedin, in Florida. In questi anni Criss maturò la sua passione per la musica rock, alla quale si avvicinò quando il fratello Jon gli regalò una chitarra elettrica. In breve il ragazzo si innamorò dello strumento, e iniziò a trascorrere interi pomeriggi a suonare le sue canzoni preferite. Quando si trovava in difficoltà con un brano, Criss cercava di modificarlo in modo da renderlo più congeniale alla sua tecnica. Questo fatto divenne col tempo un esercizio costante, che favorì il suo apprendimento da autodidatta e che porterà frutti evidenti nel lavoro di compositore per i suoi futuri gruppi musicali.

### Savatage (1978-1993)
Dopo fugaci apparizioni in gruppi amatoriali quali i Tower e gli Alien, Criss e suo fratello Jon formarono insieme il loro primo progetto musicale, gli Avatar, nel 1978. Nel 1980 il duo incontrò Steve Wacholz e con lui improvvisarono in un campo posto nel retro della residenza degli Oliva che fu soprannominato dal gruppo "The Pit". I fratelli diedero anche a Steve un soprannome, che lo seguirà nel corso della sua carriera: "Doctor Killdrums", spesso accorciato a "Doc", con riferimento allo stile duro nel suonare del batterista.
Dopo pochi mesi Criss, Jon e Steve iniziarono a suonare nei club di Tampa, cittadina dove risiedevano con le loro famiglie dalla fine degli anni settanta, e di Clearwater. Nel 1981 il bassista Keith Collins si unì al terzetto, permettendo di fatto a Jon di dedicarsi alle sole parti vocali. Nel 1982 il gruppo pubblicò un EP con l'etichetta discografica locale Par Records. Nel 1983 gli Avatar furono costretti a cambiare nome a causa dei diritti del nome, già detenuti da un altro gruppo. Unendo le parole "Savage" e "Avatar", il gruppo coniò perciò il nome Savatage. Con la nuova denominazione, il gruppo pubblicò nel 1983 il suo primo album, dal titolo Sirens, a cui seguì nel 1985 The Dungeons are Calling, entrambi pubblicati ancora con la Par Records. I dischi presentarono un particolare suono heavy metal, colmo di influenze provenienti da altri generi, e riscossero un buon successo commerciale.
Nel 1986 Criss sposò Dawn Hoppert, la sua fidanzata sin dai tempi della scuola elementare di Philippe Park, cittadina nei pressi di Safety Harbor, Florida. Nel 1985 intanto i Savatage erano stati notati dalla major Atlantic Records, che li aveva posti sotto contratto. Iniziò così quella che tutt'oggi è considerata come l'"Età d'Oro" della band, durante la quale il gruppo poté avvalersi della valida collaborazione del produttore Paul O'Neill, unitosi al progetto nel 1987 con l'album Hall of the Mountain King. Lo stile unico esibito da Criss all'interno dei 6 successivi album pubblicati con questa etichetta, fecero guadagnare al chitarrista fama e molti fan, incluso Dave Mustaine dei Megadeth, con il quale i Savatage fecero un tour nel 1987 in supporto a Hall of the Mountain King. Si dice che quando Mustaine fu lasciato senza un chitarrista nel 1989 dopo la partenza di Jeff Young, Criss Oliva fu uno dei primi chitarristi a ricevere la proposta di prendere il posto vacante. Egli declinò però l'offerta e continuò con suo fratello e i Savatage, lasciando il ruolo di secondo chitarrista nei Megadeth a Marty Friedman.
I Savatage continuarono la loro carriera con la pubblicazione di Gutter Ballet nel 1989, per il quale Jon Oliva scrisse alcune parti mentre era ricoverato in una clinica di riabilitazione. Dopo questa pubblicazione i Savatage partirono per una serie quasi ininterrotta di tour, mentre Criss continuava a collezionare i complimenti della critica, che giudicò massima la sua prestazione per l'album del 1991 Streets: A Rock Opera, che vinse il disco di platino divenendo il più grande successo commerciale dei Savatage.
Negli anni che seguirono i Savatage furono però scossi dalle dipartite ravvicinate di John Oliva e di Steve "Doc" Wacholz, rispettivamente nel 1992 e nel 1993. Per rimpiazzarli furono scelti Zachary Stevens alla voce e Jeff Plate come batterista. Il gruppo poté continuare così la sua carriera pubblicando Edge of Thorns nel 1993. Nella copertina del disco, disegnata dall'artista Gary Smith, appare un ritratto di Dawn, la moglie di Criss.

### La morte (1993)
Il 17 ottobre 1993, alle 3:30 del mattino circa, Criss e sua moglie Dawn stavano percorrendo la Higway 301 direzione nord per andare ad assistere al Quarto Festival Annuale di Livestock nella cittadina di Zephyrhills, Florida, situata poco più a nord di Tampa. Improvvisamente un'autovettura attraversò contromano la carreggiata e colpì in pieno la Mazda RX-7 della famiglia Oliva, uccidendo Criss sul colpo. Sua moglie Dawn fu ricoverata al Tampa General Hospital con serie emorragie craniche e addominali, oltre che con varie ossa fratturate. Sottoposta ad una terapia ricostruttiva, la donna sopravvisse ma fu a lungo traumatizzata dalla perdita dell'amato marito. I postumi dell'incidente ne gravarono comunque seriamente la salute conducendola a una prematura morte, avvenuta il 10 gennaio 2005.
Le indagini rivelarono che il conducente della vettura che colpì la macchina di Criss aveva un livello di alcool nel sangue record e di molto superiore al limite massimo legale dello Stato, che in Florida era al tempo di 0.8. di.294

### Dopo la morte (1993-oggi)
I funerali di Criss Oliva si svolsero in modo umile e ristretto ai soli famigliari e amici. Il suo corpo fu sepolto al Curlew Memorial Gardens, cimitero situato a due miglia a nord di Clearwater. La tomba del chitarrista è spesso visitata da fan e ammiratori dei Savatage, i quali ogni anno si recano in data 17 ottobre nel luogo di sepoltura per porgere omaggio al defunto. Inoltre fu organizzato uno speciale concerto in sua memoria, il quale prese luogo il 23 novembre 1993. Lo spettacolo vide come main event lo show dei componenti dei Savatage, incluso il fratello Jon, che tornò a cantare per una sola esibizione, tralasciando di fatto i suoi problemi alle corde vocali. Nessun chitarrista suonò con la band quella sera, in modo da simboleggiare il vuoto lasciato nel gruppo dalla prematura scomparsa di Criss.
La morte del chitarrista minò duramente l'esistenza dei Savatage, i quali decisero però di proseguire la loro carriera avvalendosi di un patto, stipulato dai fratelli Oliva durante i primi anni di carriera, che diceva che se uno dei due non avesse più potuto suonare nel gruppo, allora l'altro avrebbe dovuto mantenere vivo il progetto. Di conseguenza Jon scelse di continuare l'attività del gruppo, che proseguì la carriera fino al 2002, anno in cui cessarono tutte le attività, per poi riprendere nel 2014.

## Stampa
Criss Oliva non fece molte apparizioni "soliste" su riviste per chitarristi e fu da esse spesso poco considerato e sottostimato, nonostante l'influenza che poi le sue produzioni ebbero sul genere musicale metal. Il suo nome non apparve quasi mai in classifiche e, nei rari casi in cui vi presenziasse, non occupò mai posizioni di vertice. Ciononostante Criss riuscì a guadagnare una certa fama e notorietà. Il critico musicale Chris Leibundgut lo descrisse come
(Chris Leibundgut)
mentre Alex Skolnick, attuale chitarrista dei Testament e suo sostituto nei Savatage, parlò di lui dicendo:
(Alex Skolnick)
Parallelamente, i Savatage ottennero un maggior numero di elogi e apparizioni sui giornali di settore. Come cofondatore del gruppo, il chitarrista ottenne qui le meritate attenzioni, ottenendo la possibilità di rilasciare alcune interviste. L'ultima dichiarazione pubblica di Criss Oliva risale a pochi giorni prima del suo decesso e fu redatta da Andy Secher e apparve sulla rivista Hit Parader 1/94 con titolo "Savatage: Metal Magicians".
Come spesso accade, successivamente alla sua scomparsa le maggiori riviste del settore dedicarono articoli in tributo alla carriera musicale e alla personalità di questo chitarrista, tra cui anche RockHard Legends.

## Equipaggiamento[17]

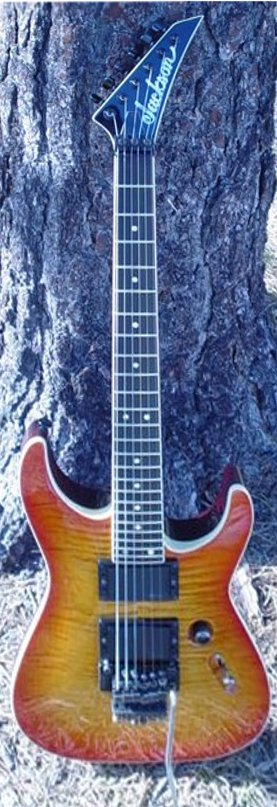
Una Jackson Soloist del 1987, modello simile a quello utilizzato da Criss

Criss Oliva utilizzò differenti tipi di chitarra durante la sua carriera. Il modello che più preferiva e di conseguenza utilizzava era una Jackson Soloist, talvolta sostituita da un modello della ESP, che denominava Gargoyle. Essa si caratterizzava di un corpo color cenere con manico in acero equipaggiato da 22 medium jumbo frets, un humbucker di marca Bartolini posizionato sul ponte e di un single coil, sempre della Bartolini, piazzato al manico dello strumento. La chitarra veniva generalmente abbellita da ampi disegni che, nel caso del modello Gargoyle, consistevano in una particolare decorazione, realizzata dai fan dei Savatage in collaborazione con il disegnatore ufficiale del gruppo Gary Smith, che rappresentava sul corpo della chitarra, totalmente dipinto di un blu scuro, un gargoyle molto simile a quello che verrà poi disegnato per la copertina dell'album Dead Winter Dead.
Nel procedere della sua carriera Criss utilizzò anche altri modelli. Tra questi chitarre Charvel bianche (una di esse aveva disegnato in bianco e nero il volto della moglie) e nere, oltre a un modello nero e giallo, strumenti della Jackson Guitars neri o blu, una Dean rossa, una Fender Stratocaster del 1977 bianca e una originale del 1962, una Jackson modello Cherry Sunburst, una Kramer Ferrington e una Epiphone D-150 a 12 corde. Nella registrazione di parti acustiche utilizzò chitarre acustiche di marca Ovation.
Tra i pick-up, Criss Oliva fece uso di differenti marche, spesso Bartolini, Jackson/Charvel e Seymour Duncan. Si equipaggiò anche di ponti Floyd Rose e Jackson/Charvel, amplificatori G-100 Solid State Yamaha Bass Cabinet, Marshall (w/ Celestions), Laney Pro Tube da 50 watt, AOR Pro Tube da 50 watt e Cabinet 4X12, oltre a Falicon Tri Guitar Cab Rack. Questi ultimi venivano posizionati sempre e solo sul canale pulito e, nel caso questi possedessero anche un output selezionalbile in high o low, Criss li posizionava solo in modalità low, in modo da poter così ottenere il suo suono pulito caratteristico.
Il suo equipaggiamento vantava infine corde LaBella, plettri della Stainless Steel e della StarPiks, utilizzati alla ricerca di un suono più fresco e metallico, pedaliere Boss Pedal Board, Super Overdrives, Chorus CE-2, TU-12H Chromatic tuner, Power Supply e Octave, a cui spesso si aggiungevano un pedale MXR e a un Roland 201 Space Echo. Tra gli effetti fece uso di Rockman modelli Handheld, X100, Sustainer, Stereo Chorus, di un Gemini Power Supply, di un Nady Rackmount 650 Concert Series Wireless, di un Samson Wireless, di un Rackmount Tuner, di un set Alesis Midi Verb Delay 400-440 ms, di Peavy Ultra Verb Reverb, oltre a delay Vesta Fire e Ibanez e un equalizzatore Peavy 31 Band Stereo.

## Discografia
| Album                 |                               |                     |          |          |
| 1983                  | Sirens                        | Metal Blade Records | Savatage | Studio   |
| 1984                  | The Dungeons are Calling      | Metal Blade Records | Savatage | Studio   |
| 1985                  | Power of the Night            | Atlantic Records    | Savatage | Studio   |
| 1986                  | Fight for the Rock            | Atlantic Records    | Savatage | Studio   |
| 1987                  | Hall of the Mountain King     | Atlantic Records    | Savatage | Studio   |
| 1989                  | Gutter Ballet                 | Atlantic Records    | Savatage | Studio   |
| 1991                  | Streets: A Rock Opera         | Atlantic Records    | Savatage | Studio   |
| 1993                  | Edge of Thorns                | Atlantic Records    | Savatage | Studio   |
| Pubblicazioni postume |                               |                     |          |          |
| 1995                  | Final Bell/Ghost in the Ruins | SPV                 | Savatage | Live     |
| 1995                  | From the Gutter to the Stage  | JVC Records         | Savatage | Raccolta |

## Videografia

### Video musicali
| Anno | Titolo                      | Album                     |
| 1987 | "Hall of the Mountain King" | Hall of the Mountain King |
| 1987 | "24 Hours Ago"              | Hall of the Mountain King |
| 1989 | "Gutter Ballet"             | Gutter Ballet             |
| 1989 | "When the Crowds are Gone"  | Gutter Ballet             |
| 1991 | "Jesus Saves"               | Streets: A Rock Opera     |
| 1993 | "Edge of Thorns"            | Edge of Thorns            |
| 1993 | "Sleep"                     | Edge of Thorns            |

## Canzoni alla memoria
- 1994 - Alone You Breathe dei Savatage (dall'album Handful of Rain)
- 1994 - R.I.P. (Undone) degli Overkill (dall'album W.F.O.)
- 1994 - Thunder & Rain Part 1 & Thunder & Rain Part 2 dei Vicious Rumors (dall'album Word of Mouth)
- 1996 - No More Darkness dei francesi Dream Child (dall'album Torn Between Two Worlds)